# Le Sacre du Printemps
Le Sacre du printemps (A Sagração da Primavera; em russo: Весна священная; romaniz.: Vesna svyashchennaya), com o sub-título de Quadros da Rússia pagã em duas partes, é um balé composto por Igor Stravinsky e coreografado originalmente por Vaslav Nijinsky. A concepção de cenografia e os figurinos foram de Nicholas Roerich. O ballet foi produzido por Sergei Diaghilev para a sua companhia de Ballets Russes, tendo estreado no Teatro dos Campos Elísios de Paris, em 29 de maio de 1913.
As inovadoras e complexas estruturas rítmicas da música, os timbres e o uso de dissonâncias fizeram dele um seminal da composição do século XX. Em 1973, o compositor e maestro Leonard Bernstein disse em uma passagem: "Esse papel tem sessenta anos de idade... Também tem as melhores dissonâncias que alguém poderia ter imaginado e as melhores assimetrias e politonalidades já feitas, seja qual for o nome que você lhe queira dar."
A execução da obra dura cerca de 33 minutos.

## Título
Enquanto que o título russo, literalmente, significa "fonte sagrada", o título inglês é baseado no título francês sob o qual a obra estreou, embora sacre seja mais precisamente traduzida como "consagração". Ele tem o subtítulo Retratos da Rússia Pagã (francês: Tableaux de la Russie païenne).

## Desenvolvimento
As versões divergem sobre a origem do conceito de A Sagração da Primavera. Já velho Stravinsky disse que a concepção veio até ele em um sonho. Mas fontes da época sustentam que a ideia surgiu com o filósofo e pintor russo Nicholas Roerich. Roerich compartilhou sua ideia com Stravinsky em 1910, uma visão fugaz de um ritual pagão no qual uma jovem dança até a morte. Juntos, Roerich e Stravinsky elaboraram um cenário de danças pagãs na Rússia pré-cristã. Roerich retratou a partir de cenas de ritos históricos para inspiração e usou uma pesquisa da cultura russa para criar os cenários e figurinos para completar a imagem do paganismo russo.
O mais antigo conceito de Stravinsky para a música de A Sagração da Primavera veio na primavera de 1910. Stravinsky escreve: "... surgiu a imagem de um ritual sagrado pagão: os sábios anciãos estão sentados em um círculo e estamos observando a dança antes da morte da menina a quem eles estão oferecendo como um sacrifício ao deus da Primavera, a fim de ganhar a sua benevolência. Isto tornou-se o tema de A Sagração da Primavera.
Enquanto  compunha  O Pássaro de Fogo,  Stravinsky começou a formar as ideias para a peça, contando com a ajuda de Roerich. Apesar de ter sido desviado por um ano enquanto ele trabalhava em  Petrushka (que tinha a intenção de ser uma luz burlesca como um alívio do trabalho orquestral intenso já em andamento), A Sagração da Primavera foi composta entre 1912 e 1913 pelo Ballets Russes de Sergei Diaghilev.
Diaghilev confiou a coreografia do balé a Vaslav Nijinsky, bailarino da companhia masculina. Nijinsky concebeu um estilo de dança completamente original para o balé, que enfatizava movimentos staccato de terra com os pés voltados para dentro. Foi uma mudança radical do ballet como era conhecido na época. Nijinsky experimentou problemas consideráveis em transmitir suas ideias para seus colaboradores e em ensinar os passos para os dançarinos. Stravinsky escreveria mais tarde em sua autobiografia sobre o  processo de trabalho com Nijinsky na coreografia, afirmando que "o pobre rapaz não sabia nada de música" e que Nijinsky "tinha sido confrontado com uma tarefa além de sua capacidade." Enquanto que Stravinsky elogiava o incrível talento de Nijinsky na dança, ele estava frustrado por trabalhar com ele na coreografia.
Essa frustração foi retribuída por Nijinsky em relação à atitude paternalista de Stravinsky: "... tanto tempo é desperdiçado quando Stravinsky pensa que ele é o único que sabe alguma coisa sobre música. Quando trabalha comigo, ele explica o valor das notas pretas, das brancas, e afins como se eu nunca tivesse estudado música... Eu queria que ele falasse mais sobre a sua música de “Sacre”, e não que me desse uma palestra sobre a teoria musical.
O arqueólogo e pintor Nicholas Roerich contribuiu com a cenografia e os figurinos, que foram descritos em um artigo de 2002 Ballet Magazine como "batas pesadas, pintadas à mão com símbolos [primitivos] de círculos e quadrados". "

## Sinopse e estrutura
Em nota enviada ao condutor Serge Koussevitzky em Fevereiro de 1914, Stravinsky descreveu A Sagração da Primavera como "um trabalho musical coreografado, [representando] a Rússia pagã;... unificada por uma ideia única: o mistério e a grandeza do surgimento do poder criativo da Primavera". Em sua analise da Sagração, Pieter van den Toorn escreve que o trabalho carece de sinopse especifica e narrativa, e deve ser considerado como uma sucessão de cenas coreografada apenas.
Os títulos em francês são dados da maneira como publicados numa partitura para piano publicado em 1913. Existem inúmeras traduções para o inglês, as exibidas e traduzidas abaixo seguem uma edição da partitura de 1967.
| Parte Um:L'Adoration de la Terre ( Adoração da terra) | Parte Um:L'Adoration de la Terre ( Adoração da terra) | Parte Um:L'Adoration de la Terre ( Adoração da terra)                                                                                          | Parte Um:L'Adoration de la Terre ( Adoração da terra) |
| Cena                                                  | Tradução Anglófona/Lusófona                           | Sinopse |                                                       |
| ----------------------------------------------------- | ----------------------------------------------------- | --- | ----------------------------------------------------- |
| Introduction                                          | Introdução                                            | Antes da subida das cortinas, inicia-se uma introdução orquestral, sendo de acordo com Stravinsky, "um enxame de flautas de primavera [dudki]" |                                                       |
| Les Augures printaniers                               | Presságios da Primavera                               | A celebração da primavera começa nas colinas. Uma velha entra e começa a prever o futuro.                                                      |                                                       |
| Jeu du rapt                                           | Ritual de abdução                                     | As jovens chegam vindo do rio e começam a realizar a "Dança da abdução".                                                                       |                                                       |
| Rondes printanières                                   | Círculos da Primavera                                 | As jovens dançam o Khorovod, o "Circulo da Primavera".                                                                                         |                                                       |
| Jeux des cités rivales                                | Ritual das Tribos Rivais                              | As pessoas se dividem em dois grupos opostos, e começam o "Ritual das tribos rivais".                                                          |                                                       |
| Cortège du sage: Le Sage                              | Procissão dos Sábios: O Sapiente                      | Uma procissão santa lidera a entrada dos anciões sábios, presidido pelo Sapiente que pausa os rituais e abençoa a terra.                       |                                                       |
| Danse de la terre                                     | Dança da Terra                                        | As pessoas iniciam uma dança passional, santificando e unificando-se com a terra.                                                              |                                                       |
| Parte Dois: Le Sacrifice (O Sacrifício)               |                                                       | |                                                       |
| Introduction                                          | Introdução                                            | |                                                       |
| Cercles mystérieux des adolescentes                   | As rodas misteriosas das jovens meninas               | As jovens iniciam jogos misteriosos, andando em círculos.                                                                                      |                                                       |
| Glorification de l'élue                               | Regozijo dos Escolhidos                               | Uma das jovens é selecionada à sorte, sendo pega duas vezes na roda permanente, e é glorificada como "A Escolhida" com uma dança matrimonial.  |                                                       |
| Evocation des ancêtres                                | Invocação dos Ancestrais                              | Em dança breve, as jovens invocam os ancestrais do povo.                                                                                       |                                                       |
| Action rituelle des ancêtres                          | Ritual dos Ancestrais                                 | A jovem Escolhida é confiada aos cuidados dos anciões sábios.                                                                                  |                                                       |
| Danse sacrale (L'Élue)                                | Dança do Sacrifício                                   | A Escolhida dança até a morte na presença dos anciões na grande "Dança do Sacrifício".                                                         |                                                       |

## Estreia
Depois de passar por revisões quase até o mesmo dia de sua primeira apresentação, o balé foi estreado pelo Ballets Russes em uma quinta feira, 29 de maio de 1913 no Théâtre des Champs-Élysées em Paris. A programação da noite começou com Les Sylphides, um balé baseado na música de Chopin, seguido de A Sagração da Primavera.
A estreia envolveu um dos mais famosos motins de música clássica na história. A pontuação intensamente rítmica, o cenário primitivo e coreografia chocou o público, que estava acostumado às convenções elegantes do balé clássico. A música complexa e os passos de dança violentos representando ritos de fertilidade causou vaias e assobios da multidão. No início da apresentação, alguns membros da plateia começaram a vaiar alto. Havia fortes opiniões na plateia entre apoiantes e opositores do trabalho. Estes foram logo seguidos por gritos e brigas nos corredores. A agitação na plateia eventualmente degenerou num motim. A polícia de Paris chegou a intervir, restaurando a paz apenas parcialmente. Reinou o caos durante o restante da apresentação.

Partitura do solo de Fagote para a obra

Stravinsky tinha chamado um fagote para tocar mais alto que todos outros instrumentos. O compositor Camille Saint-Saëns famosamente saiu da première supostamente furioso sobre o mau uso do fagote na abertura do balé (embora Stravinsky mais tarde disse: "Eu não sei quem inventou a história que ele estava presente no momento, mas logo saiu, da première".). Stravinsky correu nos bastidores, onde Diaghilev estava acendendo e apagando as luzes em uma tentativa para tentar acalmar a plateia. Após a première, é relatado que Diaghilev  comentou com Nijinsky e Stravinsky em um jantar que o escândalo era "exatamente o que eu queria."
Alguns estudiosos têm questionado a tradicional crença, que extensamente aponta que o tumulto foi causado pela música, ao invés da coreografia e/ou das circunstâncias sociais e políticas. O estudioso de Stravinsky, Richard Taruskin, escreveu um artigo chamado de "Um mito do século XX", em português, no qual ele tenta demonstrar que a história tradicional, que aponta que música foi a provocadora da agitação, foi em grande parte inventada pelo próprio Stravinsky em 1920.
Naquela tarde, Stravinsky estava construindo uma imagem de si mesmo como um compositor inovador para promover sua música, e ele reviu tudo envolvido na A Sagração da Primavera para colocar uma maior ênfase em uma ruptura com as tradições musicais e incentivar o foco na música em si e nas apresentações. Uma vez que a música tornou-se popular, escritores posteriores apropriaram a versão de Stravinsky sobre os eventos. Taruskin resume o quão insignificante a música foi, aparentemente, para a maioria da plateia na estreia:
| “ | Em 1913, [a música] não era o objeto principal de atenção. A leitura mais superficial das análises de Paris sobre a produção original, convenientemente coletadas em uma dissertação de Truman C. Bullard, revela que a hoje esquecida coreografia de Nijinsky, muito mais do que a música de Stravinsky, foi o que fomentou a famosa "revolta" na estreia. Muitas das análises citam Stravinsky apenas como compositor. E, como a maioria das lembranças da estreia... isso eu concordo, a maior parte da música não foi ouvida. | ” |

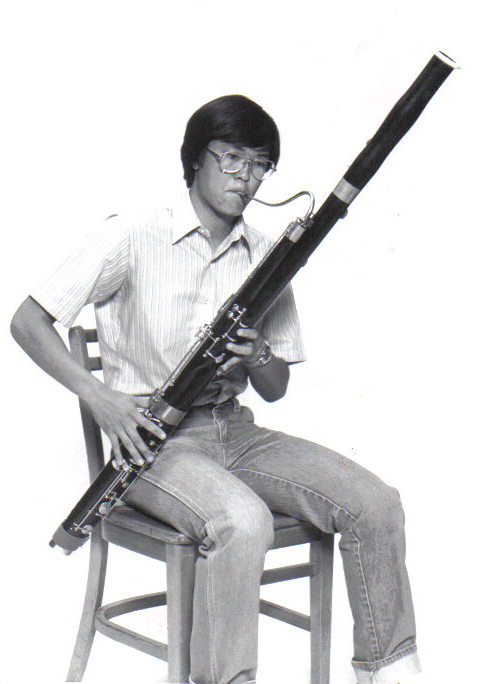
Homem tocando fagote

O balé completou sua série de seis performances em meio à controvérsia, mas não experimentou novas perturbações. Os mesmos atores realizaram a estreia em Londres em 11 de julho do mesmo ano para um público menos hostil. O balé de Nijinsky não foi realizado novamente e sua coreografia desapareceu até ser reconstruída na década de 1980.
O primeiro concerto (ou seja, não encenado) de execução da obra foi dado em Moscou no dia 18 de Fevereiro de 1914, realizado por Serge Koussevitsky. O concerto de estreia de Paris teve lugar no Casino de Paris em 5 de Abril de 1914 e foi realizado por Pierre Monteux, (cuja direção foi elogiada por Pierre Lalo e Florent Schmitt), sendo Stravinsky carregado para fora do Place de la Trinité sobre os ombros de uma multidão O concerto de estreia dos Estados Unidos foi em 1922 na Filadélfia.
A representação do incidente da première de 1913 apareceu no drama da British Broadcasting Corporation em 2005 chamado "Riot At The Rite", bem como nas cenas iniciais do filme de 2009 Coco Chanel & Igor Stravinsky.

## Música

### Temas
A Sagração é dividida em duas partes com as seguintes cenas (há muitas diferentes traduções em inglês dos títulos originais. Os dados são a formulação preferida de Stravinsky, seguido pelo original em francês, traduzido para o português literalmente, não sendo, necessariamente, os nomes utilizados nas apresentações no Brasil ou em Portugal):
Primeira parte: Adoração da Terra ( Première Partie: L'adoration de la Terre)
- Introdução.[21]
- Os Augures Primaveris: Dança dos Adolescentes (Les Augures Printaniers: Danses des Adolescentes)[22]
- Jogo do Rapto (Jeu du Rapt)[23]
- Círculos Primaveris (Rondes Printanières)[24]
- Jogos das Cidades Rivais (Jeux des Cités Rivales)[25]
- Procissão do Sábio (Cortège du Sage)[26]
- Adoração da Terra (O Sábio) (Adoration de la Terre (Le Sage))[27]
- Dança da Terra (Danse de la Terre)[28]

Segunda Parte: O Sacrifício (Seconde Partie: Le Sacrifice)
- Introdução[29]
- Círculos Misteriosos das Adolescentes (Cercles Mystérieux des Adolescentes)[30]
- Glorificação da Eleita (Glorificação de l'Élue) [31]
- Evocação dos Ancestrais (Evocation des Ancêtres)[32]
- Ação Ritual dos Ancestrais (Action Rituelle des Ancêtres)[33]
- Dança Sagrada (A Eleita) (Danse Sacrale (L'Élue))[34]

### Características musicais
A música de Stravinsky é harmonicamente aventureira, com o uso proeminente da dissonância para efeitos de cor e energia musical. Ritmicamente, é igualmente aventureira, um número de seções com marcações de tempo em constante mudança e batidas em ascensões. Stravinsky utilizou ritmos assimétricos, percussão em dissonância, polirritmia, politonalidade, e ostinati (ideias persistentemente repetidas), além de fragmentos melódicos para criar redes complexas de linhas interativas. Um exemplo do primitivismo pode ser visto abaixo (a partir da abertura da seção final, a "Dança do Sacrifício"):

Stravinsky, A Sagração da Primavera, "A Dança Sacrificial"

De acordo com George Perle (citação de 1977 em 1990), o "cruzamento inerente de  diatônica não-simétrica com elementos intrinsecamente não diatônicos simétricos parece... o princípio definidor da linguagem musical de Le Sacre e a fonte de tensão sem precedentes da energia conflituosa do trabalho".
Igual ao particionamento simétrico da escala de doze tons em Le Sacre, diatonismo do trabalho pode ser explicado em termos de ciclo de intervalos mais simples e coerentes do que em termos de modos tradicionais ou de escalas maiores e menores.

### Instrumentação
A Sagração da Primavera é marcada por uma grande orquestra que consiste no seguinte:
- Madeiras: piccolo,  3 Flautas, Flauta alto, 4 oboés, Corne inglês, Requinta, 3 clarinetes  sopranos,  clarinete baixo, 4 fagotes, e um contra-fagote
- Metais: 8 trompas em F, trompete piccolo, 4 trompetes, 3 trombones, 2 tubas
- Percussão: Tímpano (2 tocadores, com um mínimo de 5 tambores, incluindo um Tímpano piccolo), bumbo, pratos, Tam-Tam, crótalos,  triângulo, pandeiro, guiro.
- cordas: violino, violas (12), violoncelo s (10), contrabaixos (8).

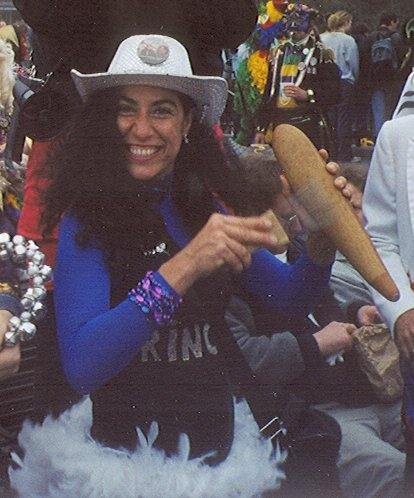
Mulher tocando Guiro

Stravinsky pontuou os instrumentos da orquestra em uma sonoridade em A Sagração da Primavera, muitas vezes imitando os sons de vozes tensas vindas da aldeia. Um exemplo disso é o que ouvido em toda abertura do solo do fagote, que alcança as notas mais altas da escala do instrumento. O compositor também chamou instrumentos que, antes de “A sagração da Primavera” eram raramente usados na música orquestral, incluindo a flauta contralto, trompete piccolo, trompete baixo, Trompa wagneriana e o Guiro. A utilização destes instrumentos, combinado com a manipulação complexa dos sons, deu a obra o seu som distintivo.
Em suas palestras Charles Eliot Norton entre 1951-52, Aaron Copland caracterizada A Sagração da Primavera, como a realização orquestral mais importante do século XX.

### Arranjos para piano
Stravinsky compôs uma versão de quatro mãos para piano antes de terminar a partitura orquestral. O compositor foi continuamente revisando o trabalho tanto por razões musicais como práticas, mesmo depois da estreia e também nos anos seguintes. A transcrição para piano a quatro mãos foi realizada com Claude Debussy; desde que Stravinsky compôs a Sagração, como em suas outras obras, ao piano, é natural que ele trabalhasse na versão para piano da obra concomitantemente com a partitura orquestral. Foi desta forma que a peça foi publicada pela primeira vez. Devido à perturbação causada pela Primeira Guerra Mundial, havia poucas apresentações do trabalho nos anos seguintes à sua composição, o que fez desta versão do arranjo a versão predominante pelo qual a peça ganhou exposição pública. Esta versão ainda é tocada com bastante frequência, uma vez que não exige que uma orquestra inteira.
Stravinsky também fez dois arranjos de A Sagração da Primavera para Pianola. No final de 1915, o Aeolian Company em Londres pediu permissão para lançar tanto o “Sagração” como Petrushka em rolos de pianola, e pelo começo de 1918 o compositor tinha feito vários esboços para serem utilizados nas passagens mais complexas. Mais uma vez devido à guerra, o trabalho de transcrever os rolos se arrastavam, e apenas a “Sagração” foi lançada,  e isso não até o  final de 1921.

## Coreografia

### Coreografia Original
Vaslav Nijinsky foi o coreógrafo de estreia para o balé. Por causa da irregular, constante e mudança de pulso da música de Stravinsky, os dançarinos (que costumam contar os passos de dança com os números) logo que se referiam à partitura musical como "uma lição de aritmética". Uma das dançarinas lembrou que a coreografia moderna era fisicamente não natural e que " com cada salto nós aterrissávamos forte  o suficiente para abalar todos os órgãos dentro de nós ". Durante a première, quando a virgem sacrifical sacudiu no palco durante a sua dança de solo, com as mãos presas por suas bochechas, alguém na sacada gritou: "Chame um médico...um dentista... dois médicos!"
Durante a apresentação, Nijinsky estava em uma cadeira, inclinou-se para frente  (longe o suficiente para que Stravinsky tivesse que pegar na cauda do seu casaco), e gritou a contagem para os dançarinos, que eram incapazes de ouvir a orquestra. Este foi um desafio, porque os números russos acima de dez são polissilábico, como 17 ( semnadsat) e 18 ( vosemnadsat). Como Thomas Kelly afirma: "Os pagãos no palco fizeram pagãos da plateia.""

### Produções seguintes
A música se tornou uma base frequente para balés produzidos por grupos de dança de todo o mundo. Desde versão original de Nijinsky, cerca de 180 coreografias foram criados em cima das partituras de A Sagração da Primavera. A segunda versão foi criada em 1920 por Leonide Massine, também para o Ballets Russes. Foi baseado na percepção original de Roehrich e usou os cenários e figurinos da primeira produção de 1913.
Entre os muitos outros, algumas das produções mais notáveis incluem uma versão coreografada por Sir Kenneth MacMillan para o Royal Ballet de Londres, em 1962, que permanece em seu repertório até hoje. Glen Tetley criou uma poderosa versão abstrata para a Baviera Opera Ballet de Munique, em 1974, que combina os estilos de dança moderna e clássica. Esta versão já foi produzido pela American Ballet Theater e por outras grandes companhias. A  coreógrafa de dança moderna Pina Bausch criou um aclamado Rite of Spring'' (título em alemão: " 'Frühlingsopfer) em 1975 para sua Wuppertal Dance Theatre, que pode ser visto em parte no filme  Pina. Em sua interpretação dramática e violenta, a vítima sacrificial é linchada por uma multidão de curiosos.

### Reconstrução
Depois de nove performances pelo Ballets Russes, a versão de Nijinsky não foi realizada novamente. Sua coreografia foi documentada apenas em pós relatos contemporâneos de testemunhas oculares, em fotografias e em notas detalhadas preservados pela diretora de  balé Inglesa Marie Rambert.
Em 1987, o Joffrey Ballet recebeu um fundo da National Endowment for the Arts (NEA) de 243.400 dólares "para apoiar três temporadas auto-produzidas temporadas em Nova York e Los Angeles, e na reconstrução da versão de Vaslav Nijinsky de Le Sacre du Printemps". A reconstrução foi feita por Millicent Hodson, uma coreógrafa e historiadora de dança, e seu marido Kenneth Archer, um historiador de arte. Hodson e Archer reconstruíram o balé juntos, pesquisando em "panfletos,  desenhos contemporâneos, pinturas, fotografias, resenhas, figurinos originais, partituras anotadas, e entrevistas com testemunhas oculares, como Dame Marie Rambert, assistente de Nijinsky."
A peça estreou em Los Angeles, e em 1990, a reconstrução Joffrey foi televisionada como parte de Dance in America/Great Performances série da PBS.s A  versão reconstruída de Hodson desde então tem sido adicionada ao  repertório da Companhia de Balé da Mariinsky Theatre (antigo Kirov) de São Petersburgo, na Rússia e foi filmado por essa companhia e lançado em vídeo.

## Informações adicionais

### Literatura
- Copland, Aaron. 1952. Music and Imagination. The Charles Elliot Norton Lectures, 1951–52. Cambridge: Harvard University Press.
- Eksteins, Modris. 1989. Rites of Spring: The Great War and the Birth of the Modern Age. Boston: Houghton Mifflin Company. ISBN 0-395-93758-2.
- Forte, Allen. 1978. The Harmonic Organization of the Rite of Spring. New Haven: Yale University Press. ISBN 0-300-02201-8
- Henahan, Donal. 1984. "Phiharmonic: Incarnations of Spring". New York Times (23 March).
- Hill, Peter. 2000. Stravinsky: The Rite of Spring. Cambridge: Cambridge University Press. ISBN 0-521-62221-2.
- Hodson, Millicent.  1996.  Nijinsky's Crime Against Grace: Reconstruction of the Original Choreography for Le sacre du printemps.  Pendragon Press.  ISBN 0-945193-43-2
- Kelly, Thomas Forrest. 2000. First Nights: Five Musical Premieres. New Haven: Yale University Press. ISBN 0-300-07774-2.
- Perle, George. 1977. "Berg's Master Array of Interval Cycles". Musical Quarterly 63:1–30. Reprinted in Perle, The Right Notes: Twenty-Three Selected Essays by George Perle on Twentieth-Century Music, 207–35. Stuyvesant, NY: Pendragon Press, 1995.
- Perle, George. 1990. The Listening Composer. Berkeley and Los Angeles: University of California Press. ISBN 0-520-06991-9.
- Scheurer, Timothy E. 1997. "John Williams and Film Music Since 1971—Composer". Popular Music and Society (Spring):[falta página]
- Stravinsky, Igor. 1998. An Autobiography. New York: W. W. Norton. ISBN 978-0-393-31856-2 (Originally published: New York:Simon & Schuster, 1936; first published as a Norton paperback 1962.)
- Stravinsky, Igor, and Robert Craft. 1962. Expositions and Developments. Berkeley: University of California Press. ISBN 0-520-04403-7
- Taruskin, Richard. 1996. Stravinsky and the Russian Traditions: A Biography of the Works through Mavra. 2 vols. Berkeley and Los Angeles: University of California Press. ISBN 0-520-07099-2.
- Van den Toorn, Pieter C. 1987. Stravinsky and the Rite of Spring: The Beginnings of a Musical Language. Oxford: Oxford University Press. ISBN 0-19-315331-9; Berkeley and Los Angeles: University of California Press. ISBN 0-520-05958-1 full text
- Yarustovsky, Boris Mikhailovich. 1965. Foreword to an edition of the orchestral score. Moscow: Izd. "Muzyka". English translation, New York: Dover Publications, 1989; ISBN 0-486-25857-2.
- McDonald, Matthew. 2010. "Jeu de Nombres: Automated Rhythm in The Rite of Spring". Journal of the American Musicological Society 63, no. 3 (Fall): 499–551.